# Artsakhi Futbolayin Liga 2018
L'Artsakhi futbolayin liga 2018,(in armeno Արցախի ֆուտբոլային լիգա?), letteralmente Lega calcio dell'Artsakh, è la prima ufficiale del campionato di calcio della Repubblica di Artsakh dopo alcuni anni di interruzione.
Ha avuto inizio il 14 luglio  ed è terminata l'11 novembre con la vittoria del Lernayin Artsakh FC.

## Stagione
Vi hanno partecipano otto squadre che si sono affrontate in due gironi all'italiana di andata e ritorno.

### Novità
L'edizione 2018 è la prima che viene disputata nella repubblica de facto dell'Artsakh dopo alcuni anni di interruzione. Anche in previsione della prossima Coppa europea di calcio ConIFA 2019 il torneo è stato organizzato con criteri di "ufficialità" e con un rigoroso calendario da rispettare.

### Formula
Le otto squadre si sono affrontate in due gironi all'italiana. Non sono previste retrocessioni né ovviamente qualificazioni a competizioni internazionali giacché la Federazione calcio della repubblica non è riconosciuta dalla Uefa.

## Squadre partecipanti
| Club                | Città       | Stadio                 | Nome armeno                         |
| ------------------- | ----------- | ---------------------- | ----------------------------------- |
| Avo FC              | Martuni     | Martuni Stadium        | «Ավո» Ֆուտբոլային Ակումբ            |
| Berd Askeran        | Askeran     | Stadio di Askeran      | «Ասկերան» Ֆուտբոլային Ակումբ        |
| Gandzasar           | Vank        |                        | «Գանձասար» Ֆուտբոլային Ակումբ       |
| Jraberd             | Martakert   | Stadio Vigen Shirinyan | «Ջրաբերդ» Ֆուտբոլային Ակումբ        |
| Kirs FC             | Shushi      |                        | «Քիրս» Ֆուտբոլային Ակումբ           |
| Lernayin Artsakh FC | Stepanakert | Stadio Repubblicano    | «Լեռնային Արցախ» Ֆուտբոլային Ակումբ |
| Yerazank FC         | Stepanakert | Stadio Repubblicano    | «Երազանք» Ֆուտբոլային Ակումբ        |
| Tchartar FC         | Tchartar    | Tchartar Stadium       | «Ճարտար» Ֆուտբոլային Ակումբ         |

## Classifica finale
| Pos | Squadra          | G  | V  | P | S   | GF | GS | P.ti |
| 1   | Lernayin Artsakh | 14 | 13 | 1 | 0   | 76 | 3  | 40   |
| 2   | Berd Askeran     | 14 | 9  | 1 | 4   | 50 | 28 | 28   |
| 3   | Yerazank         | 14 | 8  | 3 | 3   | 35 | 22 | 27   |
| 4   | Tchartar         | 14 | 7  | 3 | 4   | 28 | 25 | 24   |
| 5   | Avo              | 14 | 6  | 2 | 6   | 28 | 22 | 20   |
| 6   | Kirs             | 14 | 4  | 1 | 9   | 19 | 42 | 13   |
| 7   | Jraberd          | 14 | 2  | 0 | 121 | 17 | 48 | 6    |
| 8   | Gandzasar        | 14 | 1  | 1 | 12  | 17 | 60 | 4    |

### Verdetti
Legenda:

      Campione dell'Artsakh
Note:
Tre punti a vittoria, uno a pareggio, zero a sconfitta.